# Rumowisko Babiej Góry

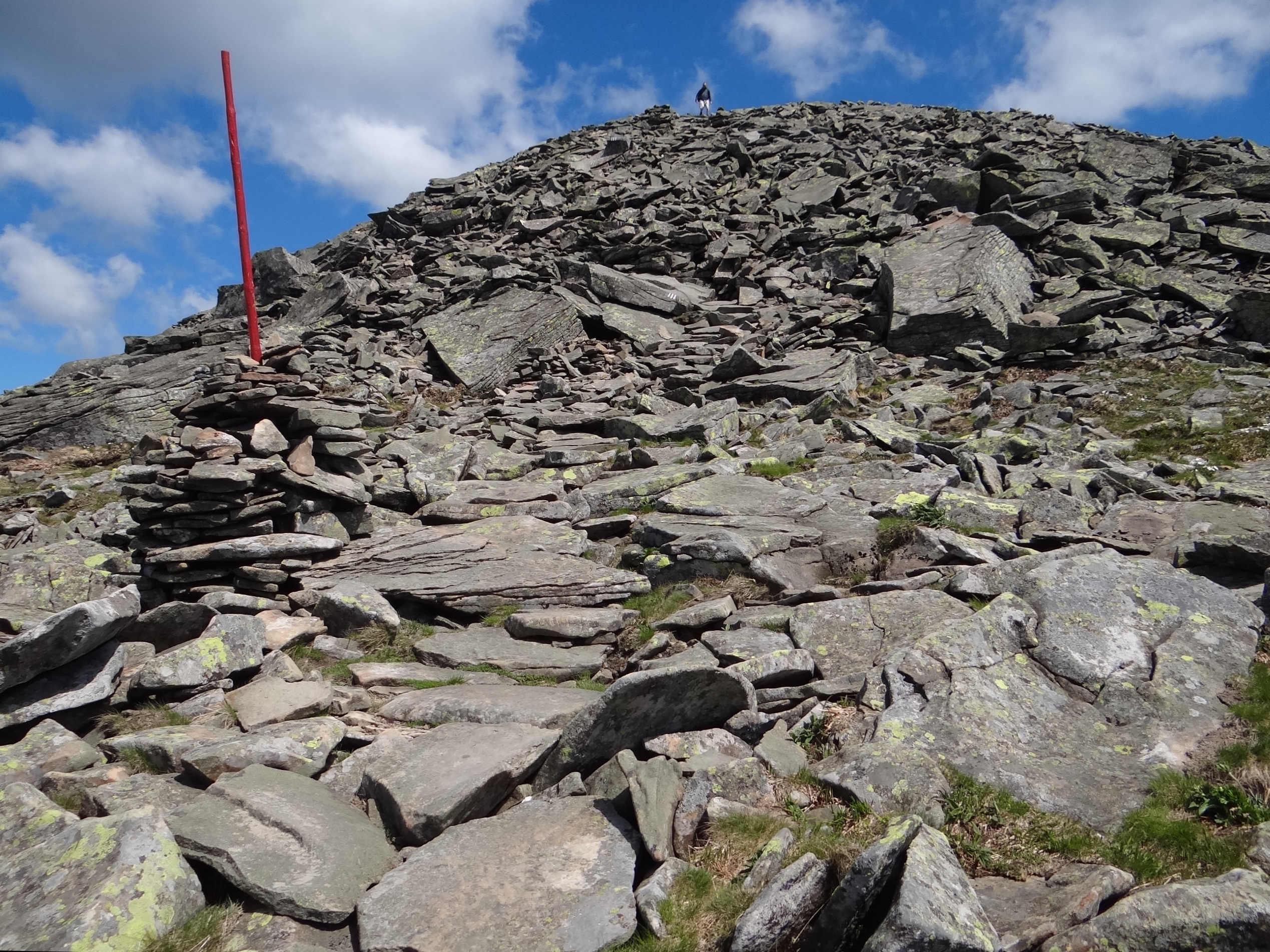

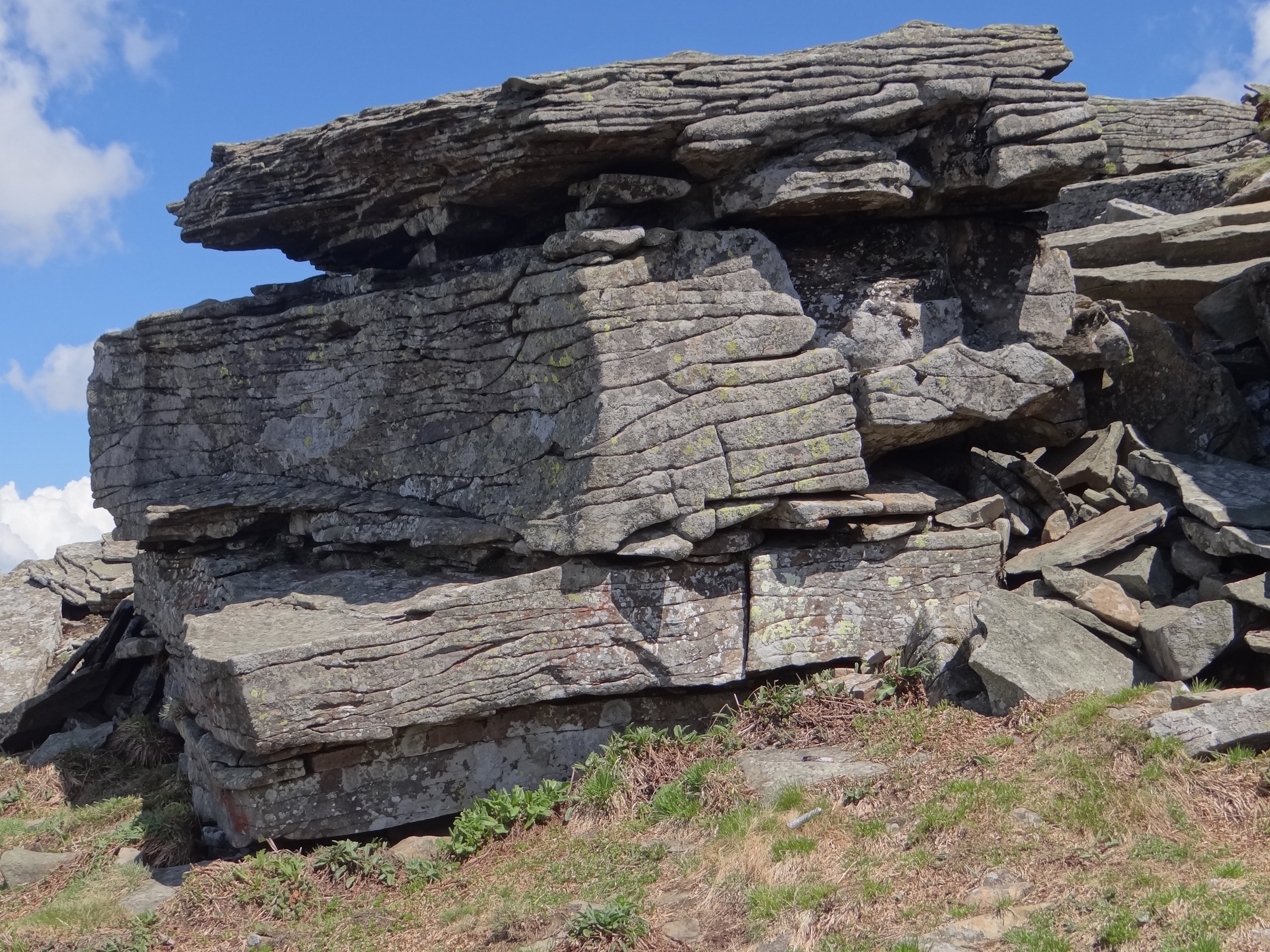

Rumowisko Babiej Góry – rumowisko skalne w szczytowych partiach masywu Babiej Góry, największe w całych Beskidach Zachodnich. Zwarte rumowisko rozciąga się na wysokości powyżej około 1650 m, w niektórych miejscach wdziera się niżej w języki żlebów. Luźniejsze rumowisko w postaci pasów skał ciągnie się aż do górnej granicy lasu, w niektórych miejscach jeszcze niżej, już w lasach, dochodząc do wysokości ok. 900 m. Na zachodnich stokach Diablaka rumowisko skalne ma postać tzw. Tablic Zejsznera. Tutaj urywa się ono dość nagle na wysokości około 1700 m, czego przyczyną jest nagłe złagodzenie spadku (na tej wysokości stromy stok Diablaka przechodzi w wypłaszczenie Pośredniego Grzbietu). Na południowych stokach, które są łagodne i nachylone zgodnie z nachyleniem warstw skał, rumowisko dochodzi do wysokości 1680 m nie tworząc zwartej pokrywy. Na również łagodnych stokach wschodnich dochodzi do wysokości 1710, przy czym początkowo zwarte rumowisko przechodzi tutaj stopniowo w luźne bloki skalne.
Rumowisko Babiej Góry składa się z ostrokrawędzistych głazów i bloków piaskowca magurskiego. Najczęściej mają one kształt zbliżony do prostokąta lub kwadratu i długość 0,5–1 m. Wielkość skał ma związek z kątem nachylenia stoków; największe bloki znajdują się na stromych stokach północnych i zachodnich. Bloki ułożone są chaotycznie, jeszcze w latach 40. XX wieku nie była znana grubość rumowiska.
Rumowisko to powstało w wyniku wietrzenia, przy czym największą rolę odegrało wietrzenie mechaniczne: zamróz i nasłonecznienie. Woda wnikając w liczne spękania piaskowca po zamarznięciu zwiększała objętość powodując rozsadzania skał. W niższych położeniach górskich i na mniej stromych stokach z powstającego w wyniku wietrzenia drobnego szutru i piasku zwietrzelinowego tworzy się gleba stabilizowana przez rośliny. Z powodu wyższego położenia w partiach szczytowych masywu Babiej Góry mechaniczne czynniki wietrzenia działały silniej, równocześnie brak szaty roślinnej uniemożliwiał zatrzymywanie drobnych produktów wietrzenia, które były zdmuchiwane przez wiatr i wypłukiwane przez wodę. Rumowisko Babiej Góry jest żywe – nadal trwa jego powstawanie i rozprzestrzenianie się.
Spornym pozostaje zagadnienie, czy rumowisko Babiej Góry jest ustablizowane, czy też spełza ciągle w dół. Występowanie na jego obrzeżach drobniejszych skał zdaje się potwierdzać, że spełza. Odbywa się to jednak bardzo powoli z powodu małego nachylenia stoków i ostrokrawędzistych skał.
Polska część rumowiska Babiej Góry znajduje się w granicach wsi Zawoja w województwie małopolskim, w powiecie suskim, w gminie Zawoja.